# Euroliga Femenina 2022-23
La Euroliga Femenina 2022-23 fue la 65.ª edición del campeonato europeo de clubes femeninos baloncesto organizado por FIBA, y la 27.ª edición desde que fue rebautizado como Euroliga Femenina.
La temporada comenzó un 11 de octubre de 2022 con la Fase de Clasificación y culminó en su partido 135 el domingo 16 de abril de 2023 en el Královka Arena de Praga, donde se disputó la Final Four.
Por segunda ocasión en la historia de la competición se vivió una 'Final' entre equipos de la SuperLiga Turca, en la que el  Fenerbahçe Alagöz Holding ganó su primer título tras vencer por 99-60 al ÇBK Mersin Yenişehir Bld.
El Sopron húngaro defendió su primera Euroliga hasta los Cuartos (precisamente cayendo ante el nuevo campeón), en una temporada sin equipos rusos ni bielorrusos debido a las sanciones.

## Equipos participantes
Un total de 21 equipos participaron en esta edición, 13 entraron en la Fase Regular y 8 pelearon por obtener las últimas tres plazas para la misma.
| Fase Regular             | Fase Regular              |
| ------------------------ | ------------------------- |
| ZVVZ USK Praha           | Kangoeroes Mechelen       |
| Tango Bourges            | Perfumerías Avenida       |
| Basket Landes            | Valencia Basket           |
| Sopron Basket            | Fenerbahçe Alagöz Holding |
| Atomeromu KSC Szekszárd  | ÇBK Mersin Yenişehir Bld  |
| Beretta Famila Schio     | BC Polkowice              |
| Virtus Segafredo Bologna |                           |
| Fase de Clasificación    |                           |
| Botaş SK                 | Villeneuve d'Ascq LM      |
| ACS Sepsi-SIC            | Spar Girona               |
| KK Crvena Zvezda         |                           |
| Olympiacos S.F.P.        |                           |
| Elizur Ramla             |                           |
| DVTK Hun-Therm           |                           |

## Sistema de competición y calendario
El sistema de competición para esta edición estuvo formado por: Fase de Clasificación, Fase Regular, Cuartos de final y Final Four.
En la Fase de Clasificación 8 equipos buscaron las 3 plazas vacantes en la Fase Regular. Para ello se hicieron dos triangulares en sede única para 2 plazas y una eliminatoria directa a ida y vuelta para la restante. Los 5 equipos que no lograron clasificarse fueron repescados incorporándose directamente a la Fase Regular de la EuroCup Women 22-23.
La Fase Regular estuvo formada por 2 grupos A y B con 8 equipos cada uno, 16 en total. Cada equipo jugó 14 jornadas en formato de liguilla con partidos a ida y vuelta. A su finalización los 4 primeros de cada grupo avanzaron a los Cuartos de final, mientras que los 4 últimos de cada grupo quedaron eliminados.
Los 8 equipos que superaron la fase anterior llegaron a los Cuartos de final, donde se enfrentaron a un play-off al mejor de tres partidos. Se cruzaron en este play-off los equipos del GA y GB, siendo: A1-B4, B1-A4, A2-B3, B2-A3. El primer partido y el tercero (en las eliminatorias que lo demandaron) fueron en casa del mejor clasificado.
En abril se disputó la Final Four en una única cancha, el Královka Arena a partido súbito en semifinales, tercer lugar y final, donde se proclamó al ganador de la competición. 
| Fase                  | Ronda                       | Fecha                              | Fecha                              | Fecha                              |
| --------------------- | --------------------------- | ---------------------------------- | ---------------------------------- | ---------------------------------- |
| Fase de Clasificación | Torneos y eliminatoria      | 11–13 y 19 de octubre de 2022      | 11–13 y 19 de octubre de 2022      | 11–13 y 19 de octubre de 2022      |
| Fase Regular          | Jornada 1                   | 26–27 de octubre de 2022           | 26–27 de octubre de 2022           | 26–27 de octubre de 2022           |
| Fase Regular          | Jornada 2                   | 2–3 de noviembre de 2022           | 2–3 de noviembre de 2022           | 2–3 de noviembre de 2022           |
| Fase Regular          | Jornada 3                   | 9-10 de noviembre de 2022          | 9-10 de noviembre de 2022          | 9-10 de noviembre de 2022          |
| Fase Regular          | Jornada 4                   | 15-16 de noviembre de 2022         | 15-16 de noviembre de 2022         | 15-16 de noviembre de 2022         |
| Fase Regular          | Jornada 5                   | 7-8 de diciembre de 2022           | 7-8 de diciembre de 2022           | 7-8 de diciembre de 2022           |
| Fase Regular          | Jornada 6                   | 14 de diciembre de 2022            | 14 de diciembre de 2022            | 14 de diciembre de 2022            |
| Fase Regular          | Jornada 7                   | 20-22 de diciembre de 2022         | 20-22 de diciembre de 2022         | 20-22 de diciembre de 2022         |
| Fase Regular          | Jornada 8                   | 4-5 de enero de 2023               | 4-5 de enero de 2023               | 4-5 de enero de 2023               |
| Fase Regular          | Jornada 9                   | 11-12 de enero de 2023             | 11-12 de enero de 2023             | 11-12 de enero de 2023             |
| Fase Regular          | Jornada 10                  | 17-19 de enero de 2023             | 17-19 de enero de 2023             | 17-19 de enero de 2023             |
| Fase Regular          | Jornada 11                  | 25-26 de enero de 2023             | 25-26 de enero de 2023             | 25-26 de enero de 2023             |
| Fase Regular          | Jornada 12                  | 31 de enero y 1 de febrero de 2023 | 31 de enero y 1 de febrero de 2023 | 31 de enero y 1 de febrero de 2023 |
| Fase Regular          | Jornada 13                  | 22-23 de febrero de 2023           | 22-23 de febrero de 2023           | 22-23 de febrero de 2023           |
| Fase Regular          | Jornada 14                  | 1 de marzo de 2023                 | 1 de marzo de 2023                 | 1 de marzo de 2023                 |
| Cuartos de final      | Eliminatorias al mejor de 3 | 14,17 y 22 de marzo de 2023        | 14,17 y 22 de marzo de 2023        | 14,17 y 22 de marzo de 2023        |
| Final Four            | Semifinales                 | 14 de abril de 2023                | 14 de abril de 2023                | 14 de abril de 2023                |
| Final Four            | Tercera posición            | 16 de abril de 2023                | 16 de abril de 2023                | 16 de abril de 2023                |
| Final Four            | Final                       | 16 de abril de 2023                | 16 de abril de 2023                | 16 de abril de 2023                |

## Fase de Clasificación
En la Fase de Clasificación 8 equipos buscaron las 3 plazas vacantes en la Fase Regular. Para ello se conformaron dos triangulares en sede única para 2 plazas y una eliminatoria directa a ida y vuelta para la restante. Los 5 equipos que no lograron clasificarse, fueron repescados incorporándose directamente a la Fase Regular de la EuroCup Women 22-23. 
Los triangulares A y B se disputaron en Serbia y Hungría. Mientras que el Torneo C fue una eliminatoria a ida y vuelta con vencedor el equipo con mayor sumatoria en los dos partidos.

### Torneo A
| Pos. | Equipo                | PJ | G | P | GF  | GC  | DG  | Pts | Clasificación                                         |
| ---- | --------------------- | -- | - | - | --- | --- | --- | --- | ----------------------------------------------------- |
| 1    | Olympiacos S.F.P. (Q) | 2  | 2 | 0 | 157 | 114 | +43 | 4   | Clasificado para la Fase Regular de la Euroliga 22-23 |
| 2    | ACS Sepsi-SIC         | 2  | 1 | 1 | 137 | 136 | +1  | 3   | Relegados Fase Regular de la EuroCup Women 22-23      |
| 3    | KK Crvena Zvezda (H)  | 2  | 0 | 2 | 123 | 167 | −44 | 2   | Relegados Fase Regular de la EuroCup Women 22-23      |

 Fuente: 
| 11 de octubre de 2022- 21:00 (CEST) Torneo A Partido 1 | Olympiacos S.F.P. | 73–54 | ACS Sepsi-SIC | Belgrado                                                 |
|                                                        |                   |       |               |                                                          |
|                                                        |                   |       |               | Pabellón: FMP Hall Železnik Asistencia: 150 espectadores |

| 12 de marzo de 2022- 21:00 (CEST) Torneo A Partido 2 | ACS Sepsi-SIC | 83–63 | KK Crvena Zvezda | Belgrado                                                 |
|                                                      |               |       |                  |                                                          |
|                                                      |               |       |                  | Pabellón: FMP Hall Železnik Asistencia: 150 espectadores |

| 13 de marzo de 2022- 21:00 ((CEST) Torneo A Partido 3 | KK Crvena Zvezda | 60–84 | Olympiacos S.F.P. | Belgrado                                                 |
|                                                       |                  |       |                   |                                                          |
|                                                       |                  |       |                   | Pabellón: FMP Hall Železnik Asistencia: 150 espectadores |

### Torneo B
| Pos. | Equipo                | PJ | G | P | GF  | GC  | DG  | Pts | Clasificación                                         |
| ---- | --------------------- | -- | - | - | --- | --- | --- | --- | ----------------------------------------------------- |
| 1    | DVTK Hun-Therm (H, Q) | 2  | 2 | 0 | 155 | 108 | +47 | 4   | Clasificado para la Fase Regular de la Euroliga 22-23 |
| 2    | Elizur Ramla          | 2  | 1 | 1 | 126 | 144 | −18 | 3   | Relegados Fase Regular de la EuroCup Women 22-23      |
| 3    | Botaş SK              | 2  | 0 | 2 | 118 | 147 | −29 | 2   | Relegados Fase Regular de la EuroCup Women 22-23      |

 Fuente: 
| 11 de octubre de 2022- 18:30 (CEST) Torneo B Partido 1 | Elizur Ramla | 54–80 | DVTK Hun-Therm | Miskolc                                            |
|                                                        |              |       |                |                                                    |
|                                                        |              |       |                | Pabellón: DVTK ARENA Asistencia: 1800 espectadores |

| 12 de marzo de 2022- 18:30 (CEST) Torneo B Partido 2 | DVTK Hun-Therm | 75–54 | Botaş SK | Miskolc                                            |
|                                                      |                |       |          |                                                    |
|                                                      |                |       |          | Pabellón: DVTK ARENA Asistencia: 1950 espectadores |

| 13 de marzo de 2022- 18:30 ((CEST) Torneo B Partido 3 | Botaş SK | 64–72 | Elizur Ramla | Miskolc                                          |
|                                                       |          |       |              |                                                  |
|                                                       |          |       |              | Pabellón: DVTK ARENA Asistencia: 35 espectadores |

### Torneo C
| Equipo 1             | Agr.    | Equipo 2        | Ida   | Vuelta |
| -------------------- | ------- | --------------- | ----- | ------ |
| Villeneuve d'Ascq LM | 112-123 | Spar Girona (Q) | 69-57 | 43-66  |

El Villeneuve  d'Ascq LM es relegado a la Fase Regular de la EuroCup Women 22-23.
| 12 de octubre de 2022- 20:00 (CEST) Partido de ida | Villeneuve d'Ascq LM | 69–57 | Spar Girona | Villeneuve-d'Ascq                                   |
|                                                    |                      |       |             |                                                     |
|                                                    |                      |       |             | Pabellón: Le Palacium Asistencia: 1809 espectadores |

| 19 de octubre de 2022- 20:15 (CEST) Partido de vuelta | Spar Girona | 66–43 | Villeneuve d'Ascq LM | Gerona                                           |
|                                                       |             |       |                      |                                                  |
|                                                       |             |       |                      | Pabellón: Fontajau Asistencia: 4081 espectadores |

| Pasa a las Fase Regular Spar Girona |

## Fase Regular
La Fase Regular consistió en la participación de 16 equipos repartidos en dos grupos,A y B. Cada grupo estuvo formado por 8 equipos, los cuales durante 14 jornadas, jugaron en formato de liguilla, todos contra todos, con partido de ida y vuelta. Estos 16 clubs resultaron ser la suma de los 13 clasificados directamente y los 3 vencedores de la Fase de Clasificación.
Tras la finalización de esta etapa, los 4 primeros de cada grupo avanzaron a los Cuartos de final, mientras que los 8 últimos (5-8 A y 5-8 B), han terminado su andadura europea por esta temporada.
Arrancó el 26 de octubre de 2022 y terminó el 1 de marzo de 2023.

### Grupo A
| Pos. | Equipo                    | PJ | G  | P  | GF   | GC   | DG   | Pts | Clasificación             |  | FENER   | ZVVZ  | VAL   | TBB   | POLK   | VIRT  | KSC   | OSFP  |
| ---- | ------------------------- | -- | -- | -- | ---- | ---- | ---- | --- | ------------------------- |  | ------- | ----- | ----- | ----- | ------ | ----- | ----- | ----- |
| 1    | Fenerbahçe Alagöz Holding | 14 | 12 | 2  | 1209 | 1003 | +206 | 26  | Clasificados para Cuartos |  | —       | 82-72 | 93-61 | 83-64 | 111-61 | 95-73 | 91-71 | 95-89 |
| 2    | ZVVZ USK Praha            | 14 | 10 | 4  | 1119 | 935  | +184 | 24  | Clasificados para Cuartos |  | 66-73   | —     | 75-82 | 65-57 | 80-83  | 71-50 | 82-71 | 95-63 |
| 3    | Valencia Basket Club      | 14 | 9  | 5  | 998  | 972  | +26  | 23  | Clasificados para Cuartos |  | 66-72   | 76-83 | —     | 76-68 | 69-64  | 73-71 | 74-59 | 65-55 |
| 4    | Tango Bourges Basket      | 14 | 8  | 6  | 996  | 969  | +27  | 22  | Clasificados para Cuartos |  | 79-90   | 70-73 | 70-68 | —     | 62-63  | 79-74 | 83-62 | 67-61 |
| 5    | BC Polkowice              | 14 | 8  | 6  | 1030 | 1039 | −9   | 22  | Eliminados                |  | 73-46   | 57-92 | 76-73 | 66-75 | —      | 69-88 | 89-56 | 76-52 |
| 6    | Virtus Segafredo Bologna  | 14 | 5  | 9  | 1031 | 1036 | −5   | 19  | Eliminados                |  | 67-85   | 61-85 | 73-75 | 61-64 | 89-76  | —     | 89-59 | 92-69 |
| 7    | Atomeromu KSC Szekszárd   | 14 | 3  | 11 | 947  | 1170 | −223 | 17  | Eliminados                |  | 103-101 | 56-95 | 54-75 | 61-77 | 76-94  | 73-64 | —     | 78-69 |
| 8    | Olympiacos SFP            | 14 | 1  | 13 | 915  | 1121 | −206 | 15  | Eliminados                |  | 58-92   | 54-85 | 59-65 | 66-81 | 70-83  | 63-79 | 87-68 | —     |

 Fuente: 

### Grupo B
| Pos. | Equipo                   | PJ | G  | P  | GF   | GC   | DG   | Pts | Clasificación             |  | CBK   | SCH   | AVEN  | SOP   | GIRO  | DVTK  | BLAN  | KBME  |
| ---- | ------------------------ | -- | -- | -- | ---- | ---- | ---- | --- | ------------------------- |  | ----- | ----- | ----- | ----- | ----- | ----- | ----- | ----- |
| 1    | ÇBK Mersin Yenişehir Bld | 14 | 10 | 4  | 986  | 941  | +45  | 24  | Clasificados para Cuartos |  | —     | 79-67 | 85-80 | 50-75 | 64-50 | 77-58 | 75-59 | 69-62 |
| 2    | Beretta Famila Schio     | 14 | 10 | 4  | 1025 | 963  | +62  | 24  | Clasificados para Cuartos |  | 76-72 | —     | 71-54 | 81-50 | 70-65 | 90-82 | 85-71 | 74-70 |
| 3    | Perfumerías Avenida      | 14 | 9  | 5  | 1012 | 919  | +93  | 23  | Clasificados para Cuartos |  | 83-66 | 61-72 | —     | 74-61 | 74-63 | 94-52 | 81-57 | 79-72 |
| 4    | Sopron Basket            | 14 | 8  | 6  | 924  | 888  | +36  | 22  | Clasificados para Cuartos |  | 51-44 | 80-61 | 53-75 | —     | 62-60 | 75-65 | 59-62 | 71-64 |
| 5    | Spar Girona              | 14 | 7  | 7  | 924  | 879  | +45  | 21  | Eliminados                |  | 73-75 | 83-63 | 74-48 | 63-60 | —     | 58-64 | 65-54 | 71-59 |
| 6    | DVTK HUN-Therm           | 14 | 6  | 8  | 962  | 1022 | −60  | 20  | Eliminados                |  | 77-78 | 65-63 | 61-70 | 77-75 | 56-74 | —     | 67-58 | 79-78 |
| 7    | Basket Landes            | 14 | 4  | 10 | 870  | 973  | −103 | 18  | Eliminados                |  | 61-68 | 58-78 | 71-64 | 50-61 | 53-58 | 72-63 | —     | 68-78 |
| 8    | Kangoeroes Mechelen      | 14 | 2  | 12 | 956  | 1074 | −118 | 16  | Eliminados                |  | 69-84 | 73-74 | 61-75 | 62-91 | 77-67 | 60-96 | 71-76 | —     |

 Fuente: 

## Cuadro Final
|  | Cuartos de final          | Cuartos de final         |                           |    | Semifinales  | Semifinales  |  |  | FINAL | FINAL |
|  |                           |                          |                           |    |              |              |  |  |       |       |
|  |                           |                          |                           |    |              |              |  |  |       |       |
|  |                           |                          |                           |    |              |              |  |  |       |       |
|  | Fenerbahçe Alagöz Holding | 2                        |                           |    |              |              |  |  |       |       |
|  | Fenerbahçe Alagöz Holding | 2                        |                           |    |              |              |  |  |       |       |
|  | Sopron Basket             | 0                        |                           |    |              |              |  |  |       |       |
|  | Sopron Basket             | 0                        | Fenerbahçe Alagöz Holding | 77 |              |              |  |  |       |       |
|  |                           |                          | Fenerbahçe Alagöz Holding | 77 |              |              |  |  |       |       |
|  |                           | Beretta Famila Schio     | 70                        |    |              |              |  |  |       |       |
|  | Beretta Famila Schio      | Beretta Famila Schio     | 70                        | 2  |              |              |  |  |       |       |
|  | Beretta Famila Schio      |                          |                           | 2  |              |              |  |  |       |       |
|  | Valencia Basket Club      | 1                        |                           |    |              |              |  |  |       |       |
|  | Valencia Basket Club      | 1                        | Fenerbahçe Alagöz Holding | 99 |              |              |  |  |       |       |
|  |                           |                          | Fenerbahçe Alagöz Holding | 99 |              |              |  |  |       |       |
|  |                           | ÇBK Mersin Yenişehir Bld | 60                        |    |              |              |  |  |       |       |
|  | ZVVZ USK Praha            | ÇBK Mersin Yenişehir Bld | 60                        | 2  |              |              |  |  |       |       |
|  | ZVVZ USK Praha            |                          |                           | 2  |              |              |  |  |       |       |
|  | Perfumerías Avenida       | 1                        |                           |    |              |              |  |  |       |       |
|  | Perfumerías Avenida       | 1                        | ZVVZ USK Praha            | 58 |              |              |  |  |       |       |
|  |                           |                          | ZVVZ USK Praha            | 58 |              |              |  |  |       |       |
|  |                           | ÇBK Mersin Yenişehir Bld | 78                        |    | Tercer lugar | Tercer lugar |  |  |       |       |
|  | ÇBK Mersin Yenişehir Bld  | ÇBK Mersin Yenişehir Bld | 78                        | 2  | Tercer lugar | Tercer lugar |  |  |       |       |
|  | ÇBK Mersin Yenişehir Bld  |                          |                           | 2  |              |              |  |  |       |       |
|  | Tango Bourges Basket      | 1                        |                           |    |              |              |  |  |       |       |
|  | Tango Bourges Basket      | 1                        | Beretta Famila Schio      | 59 |              |              |  |  |       |       |
|  |                           |                          |                           |    |              |              |  |  |       |       |
|  | ZVVZ USK Praha            | 56                       |                           |    |              |              |  |  |       |       |
|  | ZVVZ USK Praha            | 56                       |                           |    |              |              |  |  |       |       |

## Cuartos de final
Los 8 equipos que superaron la Fase Regular llegaron a los cuartos de final, donde se enfrentaron a un play-off al mejor de tres partidos. Se cruzaron en este play-off los equipos del GA y GB, siendo: A1-B4, B1-A4, A2-B3, B2-A3. El primer partido y el tercero (en las tres eliminatorias que lo requirieron) fueron en casa del mejor clasificado.
Las eliminatorias comenzaron el 14 de marzo de 2023, mientras que su finalización fue el 17 de marzo para la que solo necesitó dos partidos, y el 22 de marzo en el caso de las tres que necesitaron de un tercer partido.
| Equipo 1                  | Series | Equipo 2             | 1.er partido | 2.º partido | 3.er partido |
| ------------------------- | ------ | -------------------- | ------------ | ----------- | ------------ |
| Fenerbahçe Alagöz Holding | 2-0    | Sopron Basket        | 82-62        | 82-62       |              |
| Beretta Famila Schio      | 2-1    | Valencia Basket Club | 75-63        | 75-80       | 62-53        |
| ZVVZ USK Praha            | 2-1    | Perfumerías Avenida  | 77-56        | 71-73       | 74-66        |
| ÇBK Mersin Yenişehir Bld  | 2-1    | Tango Bourges Basket | 84-56        | 75-76       | 91-63        |

### Fenerbahçe Alagöz Holdingvs.Sopron Basket
| 14 de marzo de 2023 - 19:00 (TRT) Partido 1º | Fenerbahçe Alagöz Holding                                   | 82–62 (Series: 1-0) | Sopron Basket                                            | Estambul |  |
|                                              | Parciales: 22-19, 18-16, 22-23, 20-4                        |                     |                                                          | |  |
|                                              | Estadísticas Stewart 20 Stewart 10 Vandersloot 8 Stewart 24 | Pts Reb Asts Val    | Estadísticas 17 Magbegor 8 Brooks 5 Magbegor 21 Magbegor | Pabellón: Ülker Metro Energy Sports Hall Asistencia: 737 espectadores Árbitros: Petr HRUSA Jelena TOMIC Stylianos SIMEONIDIS |  |

| 17 de marzo de 2023 - 18:00 (CET) Partido 2º | Sopron Basket                                     | 62–82 (Series: 0-2) | Fenerbahçe Alagöz Holding                                                      | Sopron |  |
|                                              | Parciales: 19-32, 19-17, 10-16, 14-17             |                     |                                                                                | |  |
|                                              | Estadísticas Brooks 21 Kunek 7 Turner 7 Brooks 18 | Pts Reb Asts Val    | Estadísticas 25 Stewart 7 Meesseman, Iagupova 9 Iagupova 26 Stewart, Meesseman | Pabellón: Novomatic Aréna Sopron Asistencia: 1000 espectadores Árbitros: Gvidas GEDVILAS Goran SLJIVIC Petar PESIC |  |

| Pasa a la Final Four Fenerbahçe Alagöz Holding |

### Beretta Famila Schiovs.Valencia Basket Club
| 14 de marzo de 2023 - 20:00 (CET) Partido 1º | Beretta Famila Schio                            | 75–63 (Series: 1-0) | Valencia Basket Club                                                | Schio |  |
|                                              | Parciales: 20-13, 20-20, 15-23, 20-7            |                     |                                                                     | |  |
|                                              | Estadísticas Ndour 21 Ndour 8 Howard 5 Ndour 22 | Pts Reb Asts Val    | Estadísticas 15 Romero 5 Casas, Carrera 3 Romero, Salvadores 14 Cox | Pabellón: Palazzetto Livio Romare Asistencia: 2100 espectadores Árbitros: Zdenko TOMASOVIC Alexandra STAN Nikola PERLIC |  |

| 17 de marzo de 2023 - 19:00 (CET) Partido 2º | Valencia Basket Club                                    | 80–75 (Series: 1-1) | Beretta Famila Schio                                       | Valencia |  |
|                                              | Parciales: 18-19, 28-23, 20-17, 14-16                   |                     |                                                            | |  |
|                                              | Estadísticas Carrera 21 Carrera 11 Romero 11 Carrera 33 | Pts Reb Asts Val    | Estadísticas 20 Verona 7 Mabrey 7 Verona, Mabrey 28 Verona | Pabellón: La Fonteta Asistencia: 3101 espectadores Árbitros: Ivor MATEJEK Mihkel MÄNNISTE Anastasios KARDARIS |  |

| 22 de marzo de 2023 - 20:00 (CET) Partido 3º | Beretta Famila Schio                          | 62–53 (Series: 2-1) | Valencia Basket Club                                  | Schio |  |
|                                              | Parciales: 21-20, 18-11, 9-14, 14-8           |                     |                                                       | |  |
|                                              | Estadísticas Ndour 17 Keys 8 Verona 6 Keys 20 | Pts Reb Asts Val    | Estadísticas 17 Carrera 6 Carrera 4 Ouviña 20 Carrera | Pabellón: Palazzetto Livio Romare Asistencia: 2200 espectadores Árbitros: Carsten STRAUBE Amel DAHRA Jan BALOUN |  |

| Pasa a la Final Four Beretta Famila Schio |

### ZVVZ USK Prahavs.Perfumerías Avenida
| 14 de marzo de 2023 - 19:00 (CET) Partido 1º | ZVVZ USK Praha                                  | 77–56 (Series: 1-0) | Perfumerías Avenida                                         | Praga |  |
|                                              | Parciales: 25-19, 20-9, 20-17, 12-11            |                     |                                                             | |  |
|                                              | Estadísticas Jones 18 Jones 13 Oblak 9 Jones 28 | Pts Reb Asts Val    | Estadísticas 12 Cazorla 7 Carleton 5 Rodríguez 16 Rodríguez | Pabellón: Královka Arena Asistencia: 1155 espectadores Árbitros: Goran SLJIVIC Péter PRAKSCH Nemanja NINKOVIC |  |

| 17 de marzo de 2023 - 20:30 (CET) Partido 2º | Perfumerías Avenida                                             | 73–71 (Series: 1-1) | ZVVZ USK Praha                                           | Salamanca |  |
|                                              | Parciales: 14-15, 17-10, 9-18, 22-19 (T.E.: 11-9)               |                     |                                                          | |  |
|                                              | Estadísticas Fasoula 14 Carleton 9 Cazorla, Vilaró 4 Fasoula 18 | Pts Reb Asts Val    | Estadísticas 23 Jones 17 Thomas 4 Oblak, Conde 30 Thomas | Pabellón: Pabellón Municipal Würzburg Asistencia: 2970 espectadores Árbitros: Beniamino Manuel ATTARD Dariusz ZAPOLSKI Paulina GAJDOSZ |  |

| 22 de marzo de 2023 - 19:00 (CET) Partido 3º | ZVVZ USK Praha                                      | 74–66 (Series: 2-1) | Perfumerías Avenida                                              | Praga |  |
|                                              | Parciales: 23-19, 19-16, 12-14, 20-17               |                     |                                                                  | |  |
|                                              | Estadísticas Thomas 20 Thomas 10 Thomas 7 Thomas 27 | Pts Reb Asts Val    | Estadísticas 18 Cazorla 6 Carleton 4 Carleton, Vilaró 16 Cazorla | Pabellón: Královka Arena Asistencia: 1307 espectadores Árbitros: Igor MITROVSKI Cecília TÓTH Ventsislav VELIKOV |  |

| Pasa a la Final Four ZVVZ USK Praha |

### ÇBK Mersin Yenişehir Bldvs.Tango Bourges Basket
| 14 de marzo de 2023 - 19:30 (TRT) Partido 1º | ÇBK Mersin Yenişehir Bld                                         | 84–56 (Series: 1-0) | Tango Bourges Basket                                            | Mersin |  |
|                                              | Parciales: 15-15, 27-19, 16-12, 26-10                            |                     |                                                                 | |  |
|                                              | Estadísticas Hayes 19 Williams 10 Gray 7 Williams, Crvendakić 23 | Pts Reb Asts Val    | Estadísticas 12 Anderson 6 Guapo 4 Astier, Anderson 12 Anderson | Pabellón: Servet Tazegül Spor Salonu Asistencia: 7000 espectadores Árbitros: Ofer MANHEIM Gintaras MACIULIS Ivan BODROGVARY |  |

| 17 de marzo de 2023 - 20:00 (CET) Partido 2º | Tango Bourges Basket                                      | 76–75 (Series: 1-1) | ÇBK Mersin Yenişehir Bld                           | Bourges |  |
|                                              | Parciales: 25-17, 14-12, 22-19, 15-27                     |                     |                                                    | |  |
|                                              | Estadísticas Anderson 22 Alexander 6 Anderson 4 Duchet 19 | Pts Reb Asts Val    | Estadísticas 26 Hayes 10 Williams 6 Hayes 26 Hayes | Pabellón: Palais des Sports du Prado Asistencia: 4028 espectadores Árbitros: Igor MITROVSKI Sonia TEIXEIRA Péter PRAKSCH |  |

| 22 de marzo de 2023 - 19:00 (TRT) Partido 3º | ÇBK Mersin Yenişehir Bld                          | 91–63 (Series: 2-1) | Tango Bourges Basket                                                                                 | Mersin |  |
|                                              | Parciales: 19-18, 27-15, 23-13, 22-17             |                     | | |  |
|                                              | Estadísticas Gray 27 Crvendakić 11 Gray 9 Gray 35 | Pts Reb Asts Val    | Estadísticas 14 Šteinberga 3 Šteinberga,Anderson,Miyem,Godin,Duchet,Alexander 5 Duchet 14 Šteinberga | Pabellón: Servet Tazegül Spor Salonu Asistencia: 5000 espectadores Árbitros: Viola GYÖRGYI Franko GRACIN Radomir VOJINOVIC |  |

| Pasa a la Final Four ÇBK Mersin Yenişehir Bld |

## Final Four
Final Four, momento culminante del torneo. Los partidos que decidieron quién sería el nuevo campeón se jugaron en el Královka Arena ubicado en la ciudad de Praga, capital de la República Checa.
Sólo el equipo anfitrión, ZVVZ USK Praha, había ganado la competición antes y en una sola ocasión, mientras que Beretta Famila Schio y ÇBK Mersin Yenişehir Bld debutaron en esta ronda.
Las dos semifinales se jugaron el viernes 14 de abril, por su parte el partido por el tercer lugar se jugó el mismo día de la Final, el domingo 16 de abril de 2023.
Por segunda vez en la historia de la competición se vivió una 'Final' entre equipos de la SuperLiga Turca, en la que el  Fenerbahçe Alagöz Holding ganó su primer título tras vencer por 99-60 al ÇBK Mersin Yenişehir Bld.
| Praga            |
| ---------------- |
| Královka Arena   |
| Capacidad: 2,500 |
|                  |
| Praga            |

| Equipo                    | Anteriores presencias en F4                                                            | Mejor puesto obtenido en el global del torneo   |
| ------------------------- | -------------------------------------------------------------------------------------- | ----------------------------------------------- |
| ZVVZ USK Praha            | 83-84 (SF), 14-15 (C),15-16 (4.º),16-17 (4.º),18-19 (3.º) y 21-22 (4.º)                | Campeón (14-15)                                 |
| Beretta Famila Schio      | 0                                                                                      | Cuartofinalista (12-13/15-16/16-17/17-18/21-22) |
| Fenerbahçe Alagöz Holding | 11-12 (4.º),12-13 (2.º),13-14 (2.º),14-15 (4.º),15-16 (3.º), 16-17 (2.º) y 21-22 (2.º) | Subcampeón (12-13/13-14/16-17/21-22)            |
| ÇBK Mersin Yenişehir Bld  | 0                                                                                      | Fase de grupos (19-20)                          |

### Semifinales
| 14 de abril de 2023 – 15:00 (CEST) Semifinal 1 | Fenerbahçe Alagöz Holding                                    | 77–70            | Beretta Famila Schio                                            | Praga |  |
|                                                | Parciales: 16-21, 20-19, 24-14, 16-16                        |                  |                                                                 | |  |
|                                                | Estadísticas Stewart 24 Stewart 11 Vandersloot 11 Stewart 29 | Pts Reb Asts Val | Estadísticas 19 Keys 9 Howard 4 Howard, Verona, Sottana 21 Keys | Pabellón: Královka Arena Asistencia: 2154 espectadores Árbitros: Viola GYÖRGYI Gatis SALINS Martin VULIC |  |

| 14 de abril de 2023 – 18:00 (CEST) Semifinal 2 | ZVVZ USK Praha                                             | 58–78            | ÇBK Mersin Yenişehir Bld                               | Praga |  |
|                                                | Parciales: 18-24, 22-20, 9-18, 9-16                        |                  |                                                        | |  |
|                                                | Estadísticas Vukosavljević 15 Thomas 12 Thomas 6 Thomas 17 | Pts Reb Asts Val | Estadísticas 19 Hayes 12 Crvendakić 9 Gray 26 Williams | Pabellón: Královka Arena Asistencia: 2500 espectadores Árbitros: Andris AUNKROGERS Michal PROC Carsten STRAUBE |  |

### Tercer lugar
| 16 de abril de 2023 – 17:00 (CEST) Tercer lugar | Beretta Famila Schio                                            | 59–56            | ZVVZ USK Praha                                                  | Praga |  |
|                                                 | Parciales: 23-14, 16-14, 9-14, 11-14                            |                  |                                                                 | |  |
|                                                 | Estadísticas Mabrey 17 Keys, Ndour 6 Verona, Sottana 3 Ndour 15 | Pts Reb Asts Val | Estadísticas 17 Oblak 15 Jones 4 Oblak, Vukosavljević 22 Thomas | Pabellón: Královka Arena Asistencia: 2500 espectadores Árbitros: Cecília TÓTH Esperanza MENDOZA Amel DAHRA |  |

### Final
| 16 de abril de 2023 – 20:00 (CEST) FINAL | Fenerbahçe Alagöz Holding                                             | 99–60            | ÇBK Mersin Yenişehir Bld                                                                | Praga |  |
|                                          | Parciales: 29-17, 28-7, 20-20, 22-16                                  |                  |                                                                                         | |  |
|                                          | Estadísticas Stewart 35 Meesseman 7 Vandersloot, McBride 5 Stewart 36 | Pts Reb Asts Val | Estadísticas 10 Cornelius, Ataş, Williams, Crvendakić 7 Crvendakić 6 Gray 15 Crvendakić | Pabellón: Královka Arena Asistencia: 2500 espectadores Árbitros: Andris AUNKROGERS Viola GYÖRGYI Gatis SALINS |  |

| Campeonas de la FIBA EuroLeague Women 22-23 |
| ------------------------------------------- |
| Fenerbahçe Alagöz Holding 1er Título        |

## Distinciones individuales
| Premio           | Galardonada        | Club                      |
| ---------------- | ------------------ | ------------------------- |
| 'MVP'            | Emma Meesseman     | Fenerbahçe Alagöz Holding |
| Mejor Entrenador | George Dikeoulakos | Beretta Famila Schio      |
| Mejor Joven      | Pauline Astier     | Tango Bourges Basket      |
| Mejor Defensora  | Alyssa Thomas      | ZVVZ USK Praha            |
| MVP Final Four   | Breanna Stewart    | Fenerbahçe Alagöz Holding |

| Quinteto Ideal     | Quinteto Ideal            |
| Jugadora           | Equipo                    |
| ------------------ | ------------------------- |
| Emma Meesseman     | Fenerbahçe Alagöz Holding |
| Alyssa Thomas      | ZVVZ USK Praha            |
| Breanna Stewart    | Fenerbahçe Alagöz Holding |
| Yvonne Anderson    | Tango Bourges Basket      |
| Chelsea Gray       | ÇBK Mersin Yenişehir Bld  |
| 2.º mejor quinteto |                           |
| Jugadora           | Equipo                    |
| Mariella Fasoula   | Perfumerías Avenida       |
| Raquel Carrera     | Valencia Basket Club      |
| Jelena Brooks      | Sopron Basket             |
| Marina Mabrey      | Beretta Famila Schio      |
| Alina Iagupova     | Fenerbahçe Alagöz Holding |

MVP Mensual
| Mes       | Jugadora          | Club                      | Ref.   |
| 2022      | 2022              | 2022                      | 2022   |
| --------- | ----------------- | ------------------------- | ------ |
| Noviembre | Alyssa Thomas     | ZVVZ USK Praha            | [ 9 ]  |
| Diciembre | Stephanie Mavunga | BC Polkowice              | [ 10 ] |
| 2023      |                   |                           |        |
| Enero     | Emma Meesseman    | Fenerbahçe Alagöz Holding | [ 11 ] |
| Febrero   | Kitija Laksa      | Virtus Segafredo Bologna  | [ 12 ] |
| Marzo     | Emma Meesseman    | Fenerbahçe Alagöz Holding | [ 13 ] |

Jugadora de la Jornada en los Cuartos de Final
| Mes              | Jugadora         | Club                     | Val.             | Ref.             |
| Cuartos de final | Cuartos de final | Cuartos de final         | Cuartos de final | Cuartos de final |
| ---------------- | ---------------- | ------------------------ | ---------------- | ---------------- |
| Partido 1        | Brionna Jones    | ZVVZ USK Praha           | 28               | [ 14 ]           |
| Partido 2        | Raquel Carrera   | Valencia Basket Club     | 33               | [ 15 ]           |
| Partido 3        | Chelsea Gray     | ÇBK Mersin Yenişehir Bld | 35               | [ 16 ]           |

Nota: Las jugadoras aquí mencionadas son las que mayor número de valoración obtuvieron por la jornada señalada, independientemente de si su equipo venciese o no en la misma.

Jugadora de la Jornada Fase Regular
| Jornada | Jugadora                                         | Club                                     | Val. | Ref.   |
| ------- | ------------------------------------------------ | ---------------------------------------- | ---- | ------ |
| 1       | Stephanie Mavunga                                | BC Polkowice                             | 37   | [ 17 ] |
| 2       | Megan Gustafson                                  | Olympiacos SFP                           | 34   | [ 18 ] |
| 3       | Megan Gustafson                                  | Olympiacos SFP                           | 38   | [ 19 ] |
| 4       | Stephanie Mavunga                                | BC Polkowice                             | 36   | [ 20 ] |
| 5       | Brionna Jones                                    | ZVVZ USK Praha                           | 31   | [ 21 ] |
| 6       | María Conde                                      | ZVVZ USK Praha                           | 33   | [ 22 ] |
| 7       | Chelsea Gray                                     | ÇBK Mersin Yenişehir Bld                 | 32   | [ 23 ] |
| 8       | Emma Meesseman                                   | Fenerbahçe Alagöz Holding                | 31   | [ 24 ] |
| 9       | Breanna Stewart                                  | Fenerbahçe Alagöz Holding                | 41   | [ 25 ] |
| 10      | Breanna Stewart Arella Guirantes Cheridene Green | Fenerbahçe Alagöz Holding DVTK Hun-Therm | 31   | [ 26 ] |
| 11      | Megan Gustafson                                  | Olympiacos SFP                           | 37   | [ 27 ] |
| 12      | Queralt Casas                                    | Valencia Basket Club                     | 28   | [ 28 ] |
| 13      | Alyssa Thomas                                    | ZVVZ USK Praha                           | 28   | [ 29 ] |
| 14      | Kayla Alexander                                  | Tango Bourges Basket                     | 34   | [ 30 ] |

Nota: Las jugadoras aquí mencionados son los que mayor número de valoración obtuvieron por la jornada señalada, independientemente de si su equipo venciese o no en la misma.
Líderes estadísticos de la TEMPORADA
| Apartado estadístico | Media por partido | Jugadora                                                        | Club                                     |
| -------------------- | ----------------- | --------------------------------------------------------------- | ---------------------------------------- |
| Valoración           | 24.7 25.5         | Alyssa Thomas (19 partidos) Megan Gustafson (16 partidos)       | ZVVZ USK Praha Olympiacos SFP            |
| Puntos               | 22.6 21.7         | Megan Gustafson (16 partidos) Breanna Stewart (11 partidos)     | Olympiacos SFP Fenerbahçe Alagöz Holding |
| Rebotes              | 11.1 12.5         | Alyssa Thomas (19 partidos) Stephanie Mavunga (11 partidos)     | ZVVZ USK Praha BC Polkowice              |
| Asistencias          | 5.9 6.1           | Alyssa Thomas (19 partidos) Teja Oblak (18 partidos)            | ZVVZ USK Praha                           |
| Recuperaciones       | 2.2               | Alyssa Thomas (19 partidos)                                     | ZVVZ USK Praha                           |
| Tapones              | 1.8 2.4           | Eziyoda Magbegor (16 partidos) Elizabeth Williams (11 partidos) | Sopron Basket ÇBK Mersin Yenişehir Bld   |

Líderes estadísticos de la Fase Regular
| Apartado estadístico | Media por partido | Jugadora                        | Club           |
| -------------------- | ----------------- | ------------------------------- | -------------- |
| Valoración           | 25.4              | Alyssa Thomas (14 partidos)     | ZVVZ USK Praha |
| Puntos               | 21.8              | Megan Gustafson (14 partidos)   | Olympiacos SFP |
| Rebotes              | 12.5              | Stephanie Mavunga (11 partidos) | BC Polkowice   |
| Asistencias          | 6.6               | Alyssa Thomas (14 partidos)     | ZVVZ USK Praha |
| Recuperaciones       | 2.5               | Alyssa Thomas (14 partidos)     | ZVVZ USK Praha |
| Tapones              | 1.9               | Eziyoda Magbegor (14 partidos)  | Sopron Basket  |

Nota: Como bien indica el encabezamiento, se muestran en esta tabla a las líderes estadísticos del cómputo estricto de las 14 jornadas de la  Fase Regular, sin contabilidad de medias en posibles partidos jugados en fases anteriores a la señalada.